# Pradosia mutisii
Pradosia mutisii — вид рослини із родини Сапотові, яка була ендемічною для Колумбії. Зараз вважається вимерлою через зникнення середовища існування.